# Condylostylus imitator
Condylostylus imitator är en tvåvingeart som beskrevs av Charles Howard Curran 1924. Condylostylus imitator ingår i släktet Condylostylus och familjen styltflugor. Inga underarter finns listade i Catalogue of Life.